# Nicefor Łosowski
Nicefor Łosowski herbu Prus III (ur. 1603, zm. 1651) – duchowny greckokatolicki.
Absolwent Kolegium Greckiego św. Atanazego w Rzymie (uczęszczał do niego w latach 1626–1633). Uczestniczył w rozpoczęciu procesu kanonizacyjnego Jozafata Kuncewicza. Administrator eparchii łucko-ostrogskiej (1637–1651) i koadiutor archieparchii połockiej (1643-1651).